# Numero di Froude
In meccanica dei fluidi il numero di Froude (abbreviato come {\displaystyle \mathrm {Fr} } o {\displaystyle \mathrm {Fn} }) è un gruppo adimensionale che mette in relazione la forza d'inerzia e il peso; deve il suo nome a quello dell'ingegnere idrodinamico ed architetto navale inglese William Froude.

## Definizione
Il numero di Froude è definito come la radice quadrata del rapporto fra forza d'inerzia e peso, che conduce a:
{\displaystyle \mathrm {Fr} ={\frac {V_{0}}{\sqrt {g\,L_{0}}}}}
dove:
- {\displaystyle L}0 è una lunghezza di riferimento [m];
- {\displaystyle V_{0}} è il modulo di una velocità di riferimento [m/s];
- {\displaystyle g} è il modulo dell'accelerazione di gravità [m/s²].

Il numero di Froude può essere anche espresso in funzione del numero di Richardson (è infatti il reciproco della sua radice quadrata).
L'inverso del numero di Froude è pari al numero di Reech.

### Origine
Per ricavare l'espressione del numero di Froude, si esprime il rapporto tra forza d'inerzia e forza peso in termini generali.
La forza d'inerzia ({\displaystyle {\vec {F}}}) può essere scritta, in base al secondo principio della dinamica classica, come prodotto tra massa ({\displaystyle m}) ed accelerazione ({\displaystyle {\vec {a}}}):
{\displaystyle {\vec {F}}=m\cdot {\vec {a}}}
In una situazione generica, considerando l'equazione in termini di modulo dei vettori, si considera una massa di riferimento {\displaystyle m_{0}}, mentre l'accelerazione {\displaystyle a} può essere espressa come il rapporto tra una lunghezza di riferimento {\displaystyle L_{0}} e il quadrato di un tempo di riferimento {\displaystyle t_{0}}, cioè:
{\displaystyle F={\frac {m_{0}\,L_{0}}{t_{0}^{2}}}}
moltiplicando e dividendo per {\displaystyle L_{0}}, si ottiene:
{\displaystyle F={\frac {m_{0}\,L_{0}^{2}}{t_{0}^{2}\,L_{0}}}}
Si pone {\displaystyle {\frac {L_{0}}{t_{0}}}} pari ad una velocità di riferimento {\displaystyle V_{0}}, per cui:
{\displaystyle F={\frac {m_{0}\,V_{0}^{2}}{L_{0}}}}
La forza peso {\displaystyle P} risulta essere il prodotto tra massa di un corpo ed accelerazione di gravità agente su di esso, ovvero:
{\displaystyle P=m\cdot g}
Ricorrendo a delle grandezze di riferimento, possiamo scrivere:
{\displaystyle P=m_{0}\cdot g}
Dividendo membro a membro le espressioni delle due forze in termini di grandezze di riferimento, abbiamo:
{\displaystyle {\frac {F}{P}}={\frac {\left({\frac {m_{0}\,V_{0}^{2}}{L_{0}}}\right)}{m_{0}\,g}}={\frac {V_{0}^{2}}{g\,L_{0}}}}
a questo punto, mettendo il rapporto delle forze sotto radice, si ottiene l'espressione del numero di Froude:
{\displaystyle {\sqrt {\frac {F}{P}}}={\sqrt {\frac {V_{0}^{2}}{g\,L_{0}}}}={\frac {V_{0}}{\sqrt {g\,L_{0}}}}=\mathrm {Fr} }

### Adimensionalità
Per verificare l'adimensionalità del numero di Froude si sfrutta l'analisi dimensionale, cioè si esprimono i parametri in termini di grandezze fondamentali nel sistema internazionale di unità di misura.
Considerando l'equazione dimensionale: 
{\displaystyle [\mathrm {Fr} ]={[V] \over [{\sqrt {g\cdot h}}]}={[m\cdot s^{-1}] \over [m\cdot s^{-2}\cdot m]^{1 \over 2}}={{[m]\cdot [s]^{-1}} \over {[m]\cdot [s]^{-1}}}=1}
Siccome il risultato dell'eguaglianza è un valore numerico privo di unità di misura, ne discende che il numero di Froude è un numero adimensionale.

## Applicazioni

### Correnti fluviali a pelo libero
Per lo studio delle correnti a pelo libero, la lunghezza caratteristica {\displaystyle L_{0}} del numero di Froude assume il valore dell'altezza del tirante idrico {\displaystyle h_{m}} della sezione trasversale fluviale rettangolare di area uguale a quella della sezione trasversale considerata, quindi:
{\displaystyle \mathrm {Fr} ={\frac {U}{\sqrt {g\cdot h_{m}}}}={\frac {U}{\sqrt {g\cdot A/B}}}}
dove:
- {\displaystyle U} è la velocità media della corrente nella sezione trasversale del fiume, in m/s;
- {\displaystyle A} è l'area bagnata nella sezione, in m²;
- {\displaystyle B} è la larghezza del pelo libero in superficie nella sezione, in m;
- {\displaystyle h_{m}} è l'altezza del tirante idrico della sezione rettangolare di area uguale a quella della sezione considerata, in m.

Dal numero di Froude si può determinare:
- se la corrente in una certa sezione trasversale sarà subcritica (lenta), critica o supercritica (veloce);
- se quando c'è il passaggio della corrente attraverso l'altezza critica si verifica un risalto idraulico o un salto diretto[non chiaro];
- il tipo di risalto idraulico che si verifica.

#### Corrente subcritica, critica e supercritica
La seguente trattazione parte dall'ipotesi che il vettore velocità della perturbazione abbia una componente verticale costante, perciò non rientrano tra queste le comuni onde marine e le onde generate dalle navi con il loro moto (le onde a cui Froude era maggiormente interessato).
Il numero di Froude ha un significato cinematico correlato alla tipologia di regime di moto di una corrente a pelo libero, che può essere di tipo subcritico, critico o supercritico. Inoltre, si può dimostrare che per un liquido incomprimibile confinato inferiormente in un canale, la quota del pelo libero dipende dal numero di Froude.
A tal fine, si consideri una perturbazione della superficie libera di ampiezza infinitesima {\displaystyle dh} che risale la corrente con velocità di modulo {\displaystyle v}, assunto positivo quando il vettore velocità della perturbazione {\displaystyle {\vec {v}}} è di verso opposto al vettore velocità della corrente {\displaystyle {\vec {U}}} e negativo quando il vettore {\displaystyle {\vec {v}}} ha lo stesso verso del vettore {\displaystyle {\vec {U}}}. A causa dell'innalzamento della superficie libera in prossimità della perturbazione si ha un rallentamento infinitesimo della corrente {\displaystyle dU}.
Si applicano i bilanci di massa e di energia al volume di controllo in esame, assunto il moto unidirezionale rispetto all'asse orizzontale e quindi considerando solo i moduli dei vettori velocità, {\displaystyle U} per {\displaystyle {\vec {U}}} e {\displaystyle v} per {\displaystyle {\vec {v}}}.
- dal bilancio di massa si ricava:
{\displaystyle (U+v)\cdot h_{m}=(U+v-dU)\cdot (h_{m}+dh)}
- dal bilancio di energia si ricava:
{\displaystyle h_{m}+z+{\frac {1}{2\,g}}(U+v)^{2}=h_{m}+dh+z_{f}+{\frac {1}{2\,g}}(U+v-dU)^{2}}
dove {\displaystyle z_{f}} indica la quota del fondo del canale.

Dal bilancio di massa, trascurando gli infinitesimi di ordine superiore al primo, si ricava la seguente l'espressione:
{\displaystyle (U+v)\cdot h_{m}=(U+v)\cdot h_{m}+(U+v)\cdot dh-dU\cdot h_{m}}
la quale semplificata equivale a:
{\displaystyle 0=(U+v)\cdot dh-dU\cdot h_{m}}.
Riarrangiando i termini si ottiene:
{\displaystyle (U+v)\cdot dh=dU\cdot h_{m}}.
Sfruttando l'equazione del bilancio di energia e trascurando gli infinitesimi di ordine superiore al primo, si ricava la seguente espressione:
{\displaystyle {\frac {1}{2\,g}}(U+v)^{2}=dh+{\frac {1}{2\,g}}((U+v)^{2}-2(U+v)\cdot dU)}
che semplificata equivale a:
{\displaystyle dh={\frac {1}{g}}(U+v)\cdot dU}.
Inserendo tale espressione di {\displaystyle dh} nell'equazione del bilancio di massa, si ottiene:
{\displaystyle {\frac {1}{g}}(U+v)^{2}\cdot dU=dU\cdot h}
Semplificato il termine {\displaystyle dU} e moltiplicando entrambi i membri dell'equazioni per {\displaystyle g}, si ottiene:
{\displaystyle (U+v)^{2}=g\cdot h_{m}}.
Applicando la radice quadra ad entrambi i membri dell'equazione si ottengono le seguenti due soluzioni distinte {\displaystyle v_{1}} e {\displaystyle v_{2}}:
{\displaystyle {\begin{cases}U+v_{1}=+{\sqrt {g\cdot h_{m}}}\\U+v_{2}=-{\sqrt {g\cdot h_{m}}}\end{cases}}}
Esplicitando {\displaystyle v} nelle due equazioni si ha:
{\displaystyle {\begin{cases}v_{1}=-U+{\sqrt {g\cdot h_{m}}}\\v_{2}=-U-{\sqrt {g\cdot h_{m}}}\end{cases}}}
La velocità di un lato del fronte d'onda della perturbazione ({\displaystyle v_{2}}) è sempre di segno negativo, essendo dato dalla somma cambiata di segno di due quantità sempre positive, e quindi discende sempre la corrente; la velocità dell'altro lato della perturbazione ({\displaystyle v_{1}}), invece, può essere di segno negativo o positivo a seconda che {\displaystyle U} sia rispettivamente maggiore o minore di {\displaystyle {\sqrt {g\cdot h_{m}}}}.
Perciò, qualora il fronte d'onda di monte della perturbazione non riesca a risalire la corrente, cioè nel caso {\displaystyle U} sia maggiore di {\displaystyle {\sqrt {g\cdot h_{m}}}} e quindi maggiore di {\displaystyle v_{1}}, il numero di Froude è maggiore di 1, e si è in condizioni supercritiche; nel caso in cui il fronte d'onda di monte della perturbazione riesca a risalire la corrente, cioè nel caso {\displaystyle U} sia inferiore di {\displaystyle {\sqrt {g\cdot h_{m}}}} e quindi inferiore di {\displaystyle v_{1}}, il numero di Froude è minore di 1, e si dice che si è in condizioni subcritiche.
Ricapitolando si ha che:
- se {\displaystyle \mathrm {Fr} <1} la corrente è subcritica (lenta);
- se {\displaystyle \mathrm {Fr} =1} la corrente è nel suo punto critico;
- se {\displaystyle \mathrm {Fr} >1} la corrente è supercritica (veloce).

A parità di condizioni al contorno, il tirante idrico {\displaystyle h_{m}} in regime di moto subcritico risulta essere maggiore di quello in regime di moto supercritico.

#### Risalto idraulico

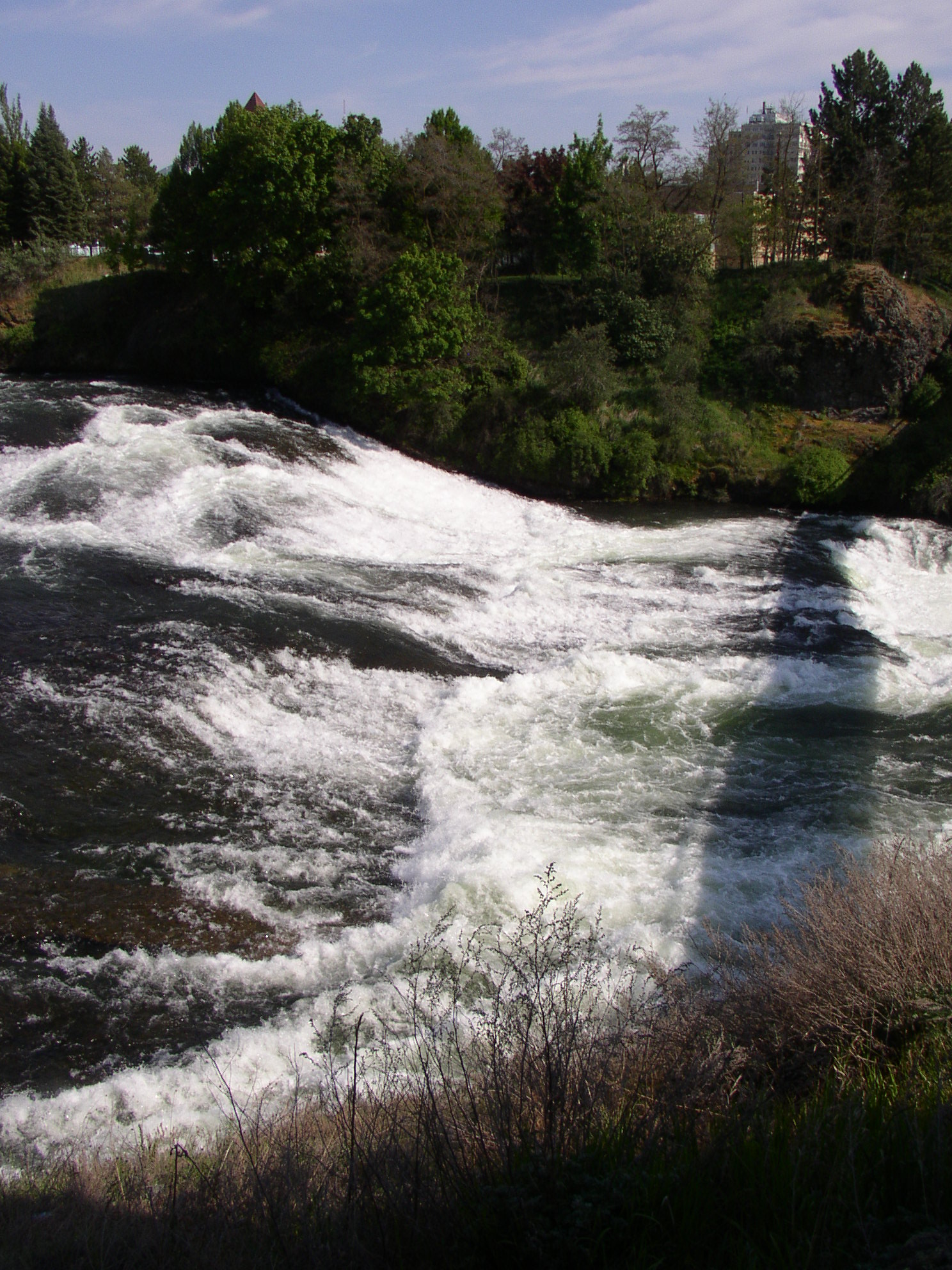
Risalto idraulico lungo un fiume

Per valutare il raccordo tra corrente lenta e corrente veloce si ha che:
- se {\displaystyle \mathrm {Fr} ^{2}<2} si è in presenza di un salto diretto;
- se {\displaystyle \mathrm {Fr} ^{2}>2} si è in presenza di un risalto idraulico.[senza fonte]

Per conoscere il tipo di risalto idraulico che si verifica si fa riferimento al valore del numero di Froude {\displaystyle \mathrm {Fr} _{1}} nella sezione di monte al passaggio dalla corrente veloce alla corrente lenta; in particolare si hanno i seguenti intervalli di valori:
- se {\displaystyle \mathrm {Fr} _{1}\in [1,0\ ;\ 1,7]} si ha un risalto ondulato, con onde stazionarie e l'altezza coniugata nel risalto di valle è di poco maggiore a quella di monte;
- se {\displaystyle \mathrm {Fr} _{1}\in [1,7\ ;\ 2,5]} si ha un risalto debole, con piccole ondulazioni della superficie e l'altezza coniugata nel risalto di valle è due o tre volte quella di monte;
- se {\displaystyle \mathrm {Fr} _{1}\in [2,5\ ;\ 4,5]} si ha un risalto oscillante, con pulsazioni intense che possono danneggiare i canali in terra;
- se {\displaystyle \mathrm {Fr} _{1}\in [4,5\ ;\ 9,0]} si ha un risalto stazionario, con onde stabili e grandi dissipazioni di energia;
- se {\displaystyle \mathrm {Fr} _{1}>9,0} si ha un risalto impetuoso, con onde violente e intermittenti e l'altezza coniugata nel risalto di valle è maggiore di dodici volte quella di monte.

### Idrodinamica navale

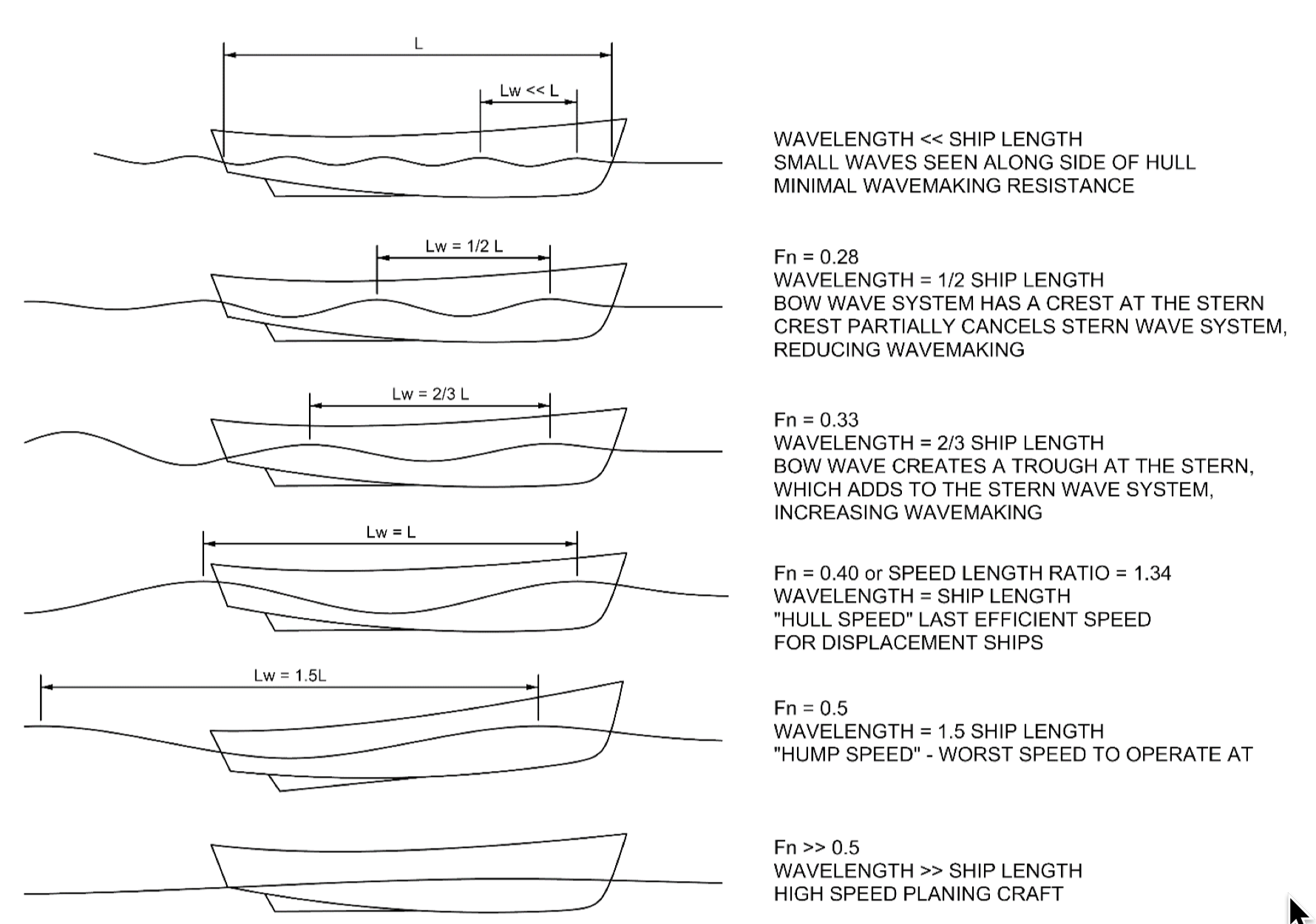
Tipo di moto ondoso e velocità per valori differenti del numero di Froude.

Nelle applicazioni idrodinamiche marine, il numero di Froude viene solitamente indicato con la notazione {\displaystyle \mathrm {Fn} } ed è definito come:
{\displaystyle \mathrm {Fn} _{L}={\frac {u}{\sqrt {g\cdot L}}}}
dove:
- {\displaystyle u} è la velocità di flusso relativa tra mare e nave;
- {\displaystyle g} è l'accelerazione di gravità;
- {\displaystyle L} è la lunghezza della nave al livello della linea di galleggiamento, o {\displaystyle L_{w1}} in alcune notazioni.

È un parametro importante rispetto alla resistenza al moto della nave, specialmente in termini di resistenza d'onda.
Nel caso di imbarcazioni plananti, dove la lunghezza della linea di galleggiamento è troppo dipendente dalla velocità per essere significativa, il numero di Froude è meglio definito come "numero di Froude volumetrico" e la lunghezza di riferimento è considerata come la radice cubica dello spostamento volumetrico dello scafo:
{\displaystyle \mathrm {Fn} _{V}={\frac {u}{\sqrt {g\cdot {\sqrt[{3}]{V}}}}}}